# یواس‌اس بیر (۱۸۷۴)
یواس‌اس بیر (۱۸۷۴) (به انگلیسی: USS Bear (1874)) یک کشتی بود که طول آن ۱۹۸٫۵ فوت (۶۰٫۵ متر) بود. این کشتی در سال ۱۸۷۴ ساخته شد.